# Władysław Zastawny
Władysław Zastawny (ur. 18 lutego 1924 w Brzostku, zm. 9 grudnia 1995) – polski ekonomista, nauczyciel akademicki, profesor nauk ekonomicznych, działacz komunistyczny, dyrektor Centralnej Szkoły Partyjnej przy KC PZPR w latach 1968–1971, rektor Wyższej Szkoły Nauk Społecznych przy KC PZPR w latach 1971–1981.

## Życiorys
Ukończył studia w Wyższej Szkole Ekonomicznej w Katowicach, a następnie został tam wykładowcą, w tym kierownikiem Katedry Ekonomii Politycznej. We wrześniu 1948 wstąpił do Polskiej Partii Robotniczej, a następnie do Polskiej Zjednoczonej Partii Robotniczej. Od czerwca do grudnia 1949 pełnił funkcję I sekretarza Komitetu Uczelnianego PZPR w WSE. Od 1949 do 1950 kierował Miejską Szkołą Partyjną przy Komitecie Miejskim tej partii w Katowicach. Od 1950 do 1953 był aspirantem w Instytucie Kształcenia Kadr Naukowych przy KC PZPR. W 1951 został lektorem KC PZPR. Od 1954 do 1969 był członkiem Komitetu Wojewódzkiego PZPR w Katowicach. Od 1955 do 1957 pełnił funkcję kierownika Wydziału Oświaty i Szkolnictwa Wyższego KW, a od 1956 do 1957 wchodził w skład egzekutywy tego komitetu. Był także wykładowcą i konsultantem ekonomii politycznej w Międzywojewódzkiej Szkole Partyjnej przy KW PZPR. Od 1967 do 1971 był dyrektorem Centralnej Szkoły Partyjnej przy KC PZPR, a od 1971 do 1981 pełnił funkcję rektora Wyższej Szkoły Nauk Społecznych przy KC PZPR.
Uzyskał tytuł naukowy profesora nauk ekonomicznych. Był członkiem Centralnej Komisji Kwalifikacyjnej do Spraw Pracowników Nauki. Pełnił funkcję wiceprezesa Polskiego Towarzystwa Ekonomicznego. Wchodził w skład redakcji pisma „Ekonomista”.

## Nagrody
- Nagroda Trybuny Ludu (1979)[6]